# Fiodor Małychin
Fiodor Michajłowicz Małychin (ros. Фёдор Михайлович Малыхин; ur. 13 listopada 1990 w Swierdłowsku, zm. 17 marca 2025 w Jekaterynburgu) – rosyjski hokeista, reprezentant Rosji.

## Kariera
- Awtomobilist 2 Jekaterynburg (2007–2009)
- Awto Jekaterynburg (2009–2012)
- Awtomobilist Jekaterynburg (2010–2014)
- Ak Bars Kazań (2014–2019)
- Traktor Czelabińsk (2019)
- Spartak Moskwa (2019–2020)
- Witiaź Podolsk (2020–2022)
- Awangard Omsk (2022–2023)

Wychowanek Spartakowca Jekaterynburg. Grał w drużynie Awto w juniorskich rozgrywkach MHL. Od sezonu KHL (2010/2011) zawodnik Awtomobilista Jekaterynburg w lidze KHL. Od końca maja 2014 zawodnik Ak Barsu Kazań. Od maja 2019 zawodnik Traktora Czelabińsk. Po tym jak rozwiązał swój kontrakt, pod koniec grudnia 2019 został zawodnikiem Spartaka Moskwa. Od maja 2020 zawodnik Witiazia Podolsk. W maju 2022 przeszedł do Awangarda Omsk. W kwietniu 2023 został tam zwolniony.

## Sukcesy
Klubowe
- Srebrny medal mistrzostw Rosji: 2015 z Ak Barsem Kazań
- Finał KHL o Puchar Gagarina: 2015 z Ak Barsem Kazań
- Puchar Gagarina – mistrzostwo KHL: 2018 z Ak Barsem Kazań
- Złoty medal mistrzostw Rosji: 2018 z Ak Barsem Kazań

Indywidualne
- MHL (2009/2010):
  - Pierwsze miejsce w klasyfikacji strzelców w sezonie zasadniczym (nagroda imienia Borisa Majorowa): 42 gole[10]
  - Czwarte miejsce w klasyfikacji kanadyjskiej w sezonie zasadniczym: 72 punkty[11]
- KHL (2013/2014): Mecz Gwiazd KHL[12]